# Lauthaha
Lauthaha è una città dell'India di 7.744 abitanti, situata nel distretto del Champaran Orientale, nello stato federato del Bihar. In base al numero di abitanti la città rientra nella classe V (da 5.000 a 9.999 persone).

## Geografia fisica
La città è situata a 26° 37' 47 N e 84° 54' 35 E.

## Società

### Evoluzione demografica
Al censimento del 2001 la popolazione di Lauthaha assommava a 7.744 persone, delle quali 4.888 maschi e 2.856 femmine. I bambini di età inferiore o uguale ai sei anni assommavano a 794, dei quali 419 maschi e 375 femmine. Infine, coloro che erano in grado di saper almeno leggere e scrivere erano 5.813, dei quali 3.817 maschi e 1.996 femmine.